# Liste der Kulturdenkmäler in Großkampenberg
In der Liste der Kulturdenkmäler in Großkampenberg sind alle Kulturdenkmäler der rheinland-pfälzischen Ortsgemeinde Großkampenberg aufgeführt. Grundlage ist die Denkmalliste des Landes Rheinland-Pfalz (Stand: 27. Juni 2022).

## Einzeldenkmäler
| Bezeichnung                          | Lage                      | Baujahr        | Beschreibung | Bild                                    |
| ------------------------------------ | ------------------------- | -------------- | --- | --------------------------------------- |
| Wegekreuz                            | Burgweg, vor Nr. 2 Lage   | 1848           | nachbarockes Sockelkreuz, Schiefer, bezeichnet 1848 | BW                                      |
| Bildstock                            | Hauptstraße               | 1770 oder 1778 | barocker Kreuzigungsbildstock; sogenannter Sefferner Typ, bezeichnet 1770 oder 1778 | Direkt Bild zu diesem Denkmal hochladen |
| Katholische Pfarrkirche St. Hubertus | Hauptstraße 14 Lage       | 1910           | neugotischer Chor und untere Partien des Turms, 1910, Architekt Johann Adam Rüppel, Bonn, nach Kriegszerstörung Wiederaufbau 1948 ff., Architekt Fiseler, Gerolstein; auf dem Kirchhof Schiefer-Grabkreuze, 19. Jahrhundert | weitere Bilder Fotos hochladen          |
| Wegekreuz                            | Primmerbachweg Lage       | 1870           | hohes Altarkreuz, Schiefer, bezeichnet 1870 | BW                                      |
| Westwall                             | südöstlich des Ortes Lage | 1939           | etwa 1000 m langer Abschnitt der Betonhöckerlinie | Fotos hochladen                         |